# Romania ai Giochi della XXIX Olimpiade
La Romania ha partecipato ai Giochi della XXIX Olimpiade di Pechino, svoltisi dall'8 al 24 agosto 2008, con una delegazione di 101 atleti.

## Medaglie
| Medaglia | Atleta | Sport            | Evento                        |
| -------- | --- | ---------------- | ----------------------------- |
| Oro      | Alina Alexandra Dumitru | Judo             | 48 kg femminile               |
| Oro      | Georgeta Andrunache Viorica Susanu | Canottaggio      | 2 di coppia femminile         |
| Oro      | Constantina Diță | Atletica leggera | Maratona femminile            |
| Oro      | Sandra Izbașa | Ginnastica       | Corpo libero femminile        |
| Argento  | Ana Maria Brânză | Scherma          | Spada individuale femminile   |
| Bronzo   | Mihai Covaliu | Scherma          | Sciabola individuale maschile |
| Bronzo   | Andreea Acatrinei Gabriela Drăgoi Andreea Grigore Sandra Izbașa Steliana Nistor Anamaria Tămârjan                                      | Ginnastica       | Concorso a squadre femminile  |
| Bronzo   | Constanța Burcică Viorica Susanu Rodica Șerban Beniko Barabas Simona Mușat Ioana Papuc Georgeta Andrunache Doina Ignat Elena Georgescu | Canottaggio      | Otto femminile                |

### Medaglie per disciplina
| Sport            | Oro | Argento | Bronzo | Totale |
| ---------------- | --- | ------- | ------ | ------ |
| Canottaggio      | 1   | 0       | 1      | 2      |
| Ginnastica       | 1   | 0       | 1      | 2      |
| Judo             | 1   | 0       | 0      | 1      |
| Atletica leggera | 1   | 0       | 0      | 1      |
| Scherma          | 0   | 1       | 1      | 2      |

### Plurimedagliati
| Atleta              | Sport       | Oro | Argento | Bronzo | Totale |
| ------------------- | ----------- | --- | ------- | ------ | ------ |
| Georgeta Andrunache | Canottaggio | 1   | 0       | 1      | 2      |
| Viorica Susanu      | Canottaggio | 1   | 0       | 1      | 2      |
| Sandra Izbașa       | Ginnastica  | 1   | 0       | 1      | 2      |

## Atletica leggera
| Gara           | Atleta            | Batterie | Batterie | Quarti  | Quarti | Semifinali | Semifinali | Finale  | Finale |
| Gara           | Atleta            | Tempo    | Pos.     | Tempo   | Pos.   | Tempo      | Pos.       | Tempo   | Pos.   |
| -------------- | ----------------- | -------- | -------- | ------- | ------ | ---------- | ---------- | ------- | ------ |
| 200 m          | Ionela Târlea     | 23"24    | 4        | 23"22   | 5      |            |            |         |        |
| 800 m          | Mihaela Neacșu    |          |          | 2'03"03 | 7      |            |            |         |        |
| 400 m ostacoli | Angela Moroșanu   |          |          | 56"07   | 4      | 57"67      | 8          |         |        |
| 400 m ostacoli | Ancuța Bobocel    |          |          |         |        | 9'35"51    | 6          |         |        |
| 400 m ostacoli | Cristina Casandra |          |          |         |        | 9'22"48    | 4          | 9'16"85 | 5      |

| Gara         | Atleta           | Tempo     | Posizione |
| ------------ | ---------------- | --------- | --------- |
| Maratona     | Lidia Șimon      | 2h 27'51" | 8         |
| Maratona     | Luminița Talpoș  | 2h 31'41" | 18        |
| Maratona     | Constantina Diță | 2h 26'44" | Oro       |
| Marcia 20 km | Ana Maria Groza  | 1h 32'16" | 24        |

| Gara                   | Atleta                 | Qualificazioni | Qualificazioni | Finale  | Finale |
| Gara                   | Atleta                 | Misura         | Pos.           | Misura  | Pos.   |
| ---------------------- | ---------------------- | -------------- | -------------- | ------- | ------ |
| Salto in lungo         | Viorica Tigau          | 6,44 m         | 23             |         |        |
| Salto triplo           | Adelina Gavrila        | 13,98 m        | 19             |         |        |
| Getto del peso         | Anca Heltne            | 17,48 m        | 21             |         |        |
| Lancio del disco       | Nicoleta Grasu         | 62,51 m        | 2              | 58,63 m | 12     |
| Lancio del martello    | Bianca Perie           | 68,21 m        | 18             |         |        |
| Lancio del giavellotto | Felicia Țilea-Moldovan | 60,81 m        | 10             | 53,04 m | 12     |
| Lancio del giavellotto | Monica Stoian          | 54,56 m        | 40             |         |        |

| Gara         | Atleta       | Qualificazioni | Qualificazioni | Finale  | Finale |
| Gara         | Atleta       | Misura         | Pos.           | Misura  | Pos.   |
| ------------ | ------------ | -------------- | -------------- | ------- | ------ |
| Salto triplo | Marian Oprea | 17,17 m        | 8              | 17,22 m | 5      |

## Canoa/kayak
| Gara      | Atleta                                 | Batterie | Batterie | Semifinali | Semifinali | Finale   | Finale |
| Gara      | Atleta                                 | Tempo    | Pos.     | Tempo      | Pos.       | Tempo    | Pos.   |
| --------- | -------------------------------------- | -------- | -------- | ---------- | ---------- | -------- | ------ |
| C1 500 m  | Florin Mironcic                        | 1'48"608 | 2        | 1'51"535   | 2          | 1'49"861 | 7      |
| C1 1000 m | Florin Mironcic                        | 3'57"538 | 2        | 3'59"664   | 2          | 3'57"876 | 6      |
| C2 500 m  | Iosif Chirila Andrei Cuculici          | 1'42"306 | 4        | 1'42"545   | 1          | 1'43"195 | 6      |
| C2 1000 m | Niculae Flocea Constantin Ciprian Popa | 3'41"846 | 2        | bye        | bye        | 3'40"342 | 4      |

## Canottaggio
| Gara        | Atleta | Batterie | Batterie | Quarti/ Ripescaggi | Quarti/ Ripescaggi | Semifinali | Semifinali | Finale  | Finale       |
| Gara        | Atleta | Tempo    | Pos.     | Tempo              | Pos.               | Tempo      | Pos.       | Tempo   | Pos.         |
| ----------- | --- | -------- | -------- | ------------------ | ------------------ | ---------- | ---------- | ------- | ------------ |
| 2 senza     | Georgeta Andrunache Viorica Susanu | 7'22"69  | 1        | bye                | bye                |            |            | 7'20"60 | Oro          |
| 2 di coppia | Ionelia Neacșu Roxana Cogianu | 7'12"17  | 4        | 7'01"69            | 3                  |            |            | 7'20"99 | 3 (finale B) |
| Otto        | Constanța Burcică Viorica Susanu Rodica Șerban Beniko Barabas Simona Mușat Ioana Papuc Georgeta Andrunache Doina Ignat Elena Georgescu | 6'05"77  | 1        | bye                | bye                |            |            | 6'07"25 | Bronzo       |

## Ginnastica

### Ginnastica artistica
| Gara                                        | Atleta                                                                                            | Volteggio | Corpo libero | Cavallo con maniglie | Anelli | Parallele | Sbarra | Trave  | Totale  | Posizione | Finali                             |
| ------------------------------------------- | ------------------------------------------------------------------------------------------------- | --------- | ------------ | -------------------- | ------ | --------- | ------ | ------ | ------- | --------- | ---------------------------------- |
| Qualificazioni maschili                     | Adrian Bucur                                                                                      | 15,700    | 14,950       | 12,525               | 14,950 | 14,825    | 13,750 |        | 86,475  | 36        | nessuna                            |
| Qualificazioni maschili                     | Marian Drăgulescu                                                                                 | 16,625    | 15,925       | -                    | -      | -         | 14,800 |        | 47,350  | 71        | corpo libero, volteggio            |
| Qualificazioni maschili                     | Flavius Koczi                                                                                     | 16,600    | 15,125       | 14,400               | 13,950 | 15,075    | 15,025 |        | 90,175  | 16        | concorso individuale, volteggio    |
| Qualificazioni maschili                     | Daniel Popescu                                                                                    | 16,400    | 14,575       | 14,500               | 13,975 | 14,525    | 13,325 |        | 87,300  | 32        | nessuna                            |
| Qualificazioni maschili                     | Răzvan Selariu                                                                                    | 12,900    | 15,400       | 14,075               | 15,100 | 14,950    | 13,475 |        | 85,975  | 38        | nessuna                            |
| Qualificazioni maschili                     | Robert Stănescu                                                                                   | -         | -            | 12,925               | 15,750 | 15,200    | -      |        | 43,875  | 78        | anelli                             |
| Qualificazioni concorso a squadre maschile  | Adrian Bucur Marian Drăgulescu Flavius Koczi Daniel Popescu Răzvan Selariu Robert Stănescu        | 65,325    | 61,175       | 55,900               | 59,850 | 60,050    | 57,050 |        | 359,350 | 8         | sì                                 |
| Qualificazioni femminili                    | Andreea Acatrinei                                                                                 | 14,350    | 14,475       |                      |        | -         |        | 14,175 | 43,300  | 72        | nessuna                            |
| Qualificazioni femminili                    | Gabriela Drăgoi                                                                                   | -         | 14,250       |                      |        | 14,225    |        | 15,450 | 43,925  | 67        | trave                              |
| Qualificazioni femminili                    | Andreea Grigore                                                                                   | 14,700    | -            |                      |        | 13,975    |        | -      | 28,675  | 89        | nessuna                            |
| Qualificazioni femminili                    | Sandra Izbașa                                                                                     | 15,100    | 15,475       |                      |        | 13,575    |        | 15,225 | 59,375  | 13        | concorso individuale, corpo libero |
| Qualificazioni femminili                    | Steliana Nistor                                                                                   | 14,900    | 14,550       |                      |        | 15,975    |        | 15,075 | 60,500  | 8         | concorso individuale, parallele    |
| Qualificazioni femminili                    | Anamaria Tămârjan                                                                                 | 15,025    | 14,500       |                      |        | 14,275    |        | 15,200 | 59,000  | 16        | nessuna                            |
| Qualificazioni concorso a squadre femminile | Andreea Acatrinei Gabriela Drăgoi Andreea Grigore Sandra Izbașa Steliana Nistor Anamaria Tămârjan | 59,725    | 59,300       |                      |        | 58,450    |        | 60,950 | 238,425 | 4         | sì                                 |

| Gara                 | Atleta                                                                                     | Punteggio | Posizione |
| -------------------- | ------------------------------------------------------------------------------------------ | --------- | --------- |
| Concorso individuale | Flavius Koczi                                                                              | 89,575    | 18        |
| Volteggio            | Marian Drăgulescu                                                                          | 16,225    | 4         |
| Volteggio            | Flavius Koczi                                                                              | 15,925    | 7         |
| Corpo libero         | Marian Drăgulescu                                                                          | 14,850    | 7         |
| Anelli               | Robert Stănescu                                                                            | 15,825    | 7         |
| Concorso a squadre   | Adrian Bucur Marian Drăgulescu Flavius Koczi Daniel Popescu Răzvan Selariu Robert Stănescu | 274,175   | 7         |

| Gara                   | Atleta                                                                                            | Punteggio | Posizione |
| ---------------------- | ------------------------------------------------------------------------------------------------- | --------- | --------- |
| Concorso individuale   | Sandra Izbașa                                                                                     | 60,750    | 8         |
| Concorso individuale   | Steliana Nistor                                                                                   | 61,050    | 5         |
| Corpo libero           | Sandra Izbașa                                                                                     | 15,650    | Oro       |
| Parallele asimmetriche | Steliana Nistor                                                                                   | 15,575    | 7         |
| Trave                  | Gabriela Drăgoi                                                                                   | 15,625    | 5         |
| Concorso a squadre     | Andreea Acatrinei Gabriela Drăgoi Andreea Grigore Sandra Izbașa Steliana Nistor Anamaria Tămârjan | 181,525   | Bronzo    |

## Judo
| Gara            | Atleta        | Tabellone principale                  | Tabellone principale                     | Tabellone principale                     | Tabellone principale            | Tabellone principale          | Ripescaggi | Ripescaggi                             | Ripescaggi | Ripescaggi |
| Gara            | Atleta        | Sedicesimi                            | Ottavi                                   | Quarti                                   | Semifinali                      | Finale                        | 1º turno   | Quarti                                 | Semifinali | Finale     |
| --------------- | ------------- | ------------------------------------- | ---------------------------------------- | ---------------------------------------- | ------------------------------- | ----------------------------- | ---------- | -------------------------------------- | ---------- | ---------- |
| 100 kg maschile | Daniel Brata  | Utkir Kurbanov (Uzbekistan) 1000-0001 | Keith Laurence Morgan (Canada) 1000-0000 | Movlud Miraliyev (Azerbaigian) 0000-0110 |                                 |                               |            | Levan Zhorzholiani (Georgia) 0000-1001 |            |            |
| 48 kg femminile | Alina Dumitru | bye                                   | Éva Csernoviczki (Ungheria) 0101-0010    | Kim Yong-Ram (Corea del Sud) 0101-0010   | Ryoko Tani (Giappone) 1000-0000 | Yanet Bermoy (Cuba) 1100-0000 |            |                                        |            |            |

## Lotta
| Gara   | Atleta            | Tabellone principale | Tabellone principale                    | Tabellone principale | Tabellone principale | Tabellone principale | Ripescaggi | Ripescaggi                                 | Ripescaggi                            |
| Gara   | Atleta            | Sedicesimi           | Ottavi                                  | Quarti               | Semifinali           | Finale               | Quarti     | Semifinali                                 | Finale                                |
| ------ | ----------------- | -------------------- | --------------------------------------- | -------------------- | -------------------- | -------------------- | ---------- | ------------------------------------------ | ------------------------------------- |
| 55 kg  | Petru Toarcă      | bye                  | Besarion Gochashvili (Georgia) 0-3, 0-3 |                      |                      |                      |            |                                            |                                       |
| 74 kg  | Gheorghiță Ștefan | bye                  | Soslan Tigiev (Uzbekistan) 0-1, 0-1     |                      |                      |                      |            | Emzarios Bentinidis (Grecia) 0-3, 1-0, 1-0 | Murad Hajdaraŭ (Bielorussia) 1-2, 1-3 |
| 120 kg | Rareș Chintoan    | bye                  | Disney Rodriguez (Cuba) 0-5, 0-4        |                      |                      |                      |            |                                            |                                       |

| Gara  | Atleta          | Tabellone principale | Tabellone principale  | Tabellone principale                       | Tabellone principale | Tabellone principale | Ripescaggi | Ripescaggi                               | Ripescaggi                      |  |
| Gara  | Atleta          | Sedicesimi           | Ottavi                | Quarti                                     | Semifinali           | Finale               | Quarti     | Semifinali                               | Finale                          |  |
| ----- | --------------- | -------------------- | --------------------- | ------------------------------------------ | -------------------- | -------------------- | ---------- | ---------------------------------------- | ------------------------------- |  |
| 48 kg | Estera Dobre    | bye                  | bye                   | Ingrid Medrano (El Salvador) 1-5, 7-7, 0-0 |                      |                      |            |                                          |                                 |  |
| 55 kg | Ana Maria Pavăl |                      | Li Xu (Cina) 0-5, 0-3 |                                            |                      |                      |            | Olga Smirnova (Kazakistan) 5-3, 1-1, 3-0 | Jackeline Rentería (Colombia) F |  |

| Gara  | Atleta          | Tabellone principale                     | Tabellone principale                       | Tabellone principale | Tabellone principale | Tabellone principale | Ripescaggi                       | Ripescaggi | Ripescaggi |
| Gara  | Atleta          | Sedicesimi                               | Ottavi                                     | Quarti               | Semifinali           | Finale               | Quarti                           | Semifinali | Finale     |
| ----- | --------------- | ---------------------------------------- | ------------------------------------------ | -------------------- | -------------------- | -------------------- | -------------------------------- | ---------- | ---------- |
| 55 kg | Virgil Munteanu | bye                                      | Spenser Mango (Stati Uniti) 1-1, 2-5       |                      |                      |                      |                                  |            |            |
| 60 kg | Eusebiu Diaconu | Ashraf Elgharably (Egitto) 1-1, 1-1, 1-1 | Vitali Rəhimov (Azerbaigian) 1-1, 3-0, 2-4 |                      |                      |                      | Sheng Jiang (Cina) 1-5, 3-1, 1-2 |            |            |
| 66 kg | Ion Panait      | bye                                      | Li Yanyan (Cina) 2-2, 1-1                  |                      |                      |                      |                                  |            |            |

## Nuoto
| Gara                    | Atleta                                                         | Batterie | Batterie | Semifinali | Semifinali | Finale  | Finale |
| Gara                    | Atleta                                                         | Tempo    | Pos.     | Tempo      | Pos.       | Tempo   | Pos.   |
| ----------------------- | -------------------------------------------------------------- | -------- | -------- | ---------- | ---------- | ------- | ------ |
| 50 m stile libero       | Norbert Trandafir                                              | 22"80    | 43       |            |            |         |        |
| 100 m stile libero      | Norbert Trandafir                                              | 50"74    | 50       |            |            |         |        |
| 400 m stile libero      | Dragoș Coman                                                   |          |          | 3'47"79    | 17         |         |        |
| 1500 m stile libero     | Dragoș Coman                                                   |          |          | 15'24"05   | 28         |         |        |
| 100 m dorso             | Răzvan Florea                                                  | 54"89    | 20       |            |            |         |        |
| 200 m dorso             | Răzvan Florea                                                  | 1'57"97  | 10       | 1'56"45    | 5          | 1'56"52 | 7      |
| 100 m rana              | Valentin Preda                                                 | 1'01"77  | 31       |            |            |         |        |
| 100 m farfalla          | Ștefan Gherghel                                                | 52"50    | 28       |            |            |         |        |
| 200 m farfalla          | Ștefan Gherghel                                                | 1'56"09  | 13       | 1'56"57    | 14         |         |        |
| Staffetta 4x100 m misti | Răzvan Florea Ștefan Gherghel Valentin Preda Norbert Trandafir |          |          | 3'38"00    | 13         |         |        |

| Gara               | Atleta        | Batterie | Batterie | Semifinali | Semifinali | Finale  | Finale |
| Gara               | Atleta        | Tempo    | Pos.     | Tempo      | Pos.       | Tempo   | Pos.   |
| ------------------ | ------------- | -------- | -------- | ---------- | ---------- | ------- | ------ |
| 200 m stile libero | Camelia Potec | 1'57"65  | 9        | 1'57"71    | 6          | 1'56"87 | 5      |
| 400 m stile libero | Camelia Potec |          |          | 4'04"55    | 7          | 4'04"66 | 6      |
| 800 m stile libero | Camelia Potec |          |          | 8'19"70    | 2          | 8'23"11 | 4      |

## Pallamano

### Torneo femminile
La nazionale rumena si è qualificata per i Giochi nel secondo torneo preolimpico.

#### Squadra
La squadra era formata da:
- Luminița Dinu-Hușupan (portiere)
- Tereza Tamaș (portiere)
- Talida Tolnai (portiere)
- Valetina Elisei-Ardean (ala sinistra)
- Ramona Maier (ala destra)
- Adriana Olteanu-Nechita (ala sinistra)
- Ionela Stanca-Gâlcă (pivot)
- Florina Bîrsan (pivot)
- Carmen Amariei (terzino sinistro)
- Adina Meiroșu (terzino sinistro)
- Cristina Neagu (terzino sinistro)
- Valeria Beșe (centrale
- Narcisa Lecușanu (terzino sinistro)
- Aurelia Brădeanu (terzino sinistro)
- Mihaela Ani-Senocico (centrale)

#### Prima fase
| Arbitro: | Aires Menezes, Aparecido Pinto |

|          |           |                |
| Elisei 6 | Marcatori | Ajiderskaya 10 |

| Arbitro: | Liudownyk, Vakula |

|       |           |           |
| Wei 6 | Marcatori | Amariei 9 |

| Arbitro: | Lemme, Ullrich |

|          |           |          |
| Maier 11 | Marcatori | Tervel 6 |

| Arbitro: | Aires Menezes, Aparecido Pinto |

|         |           |            |
| Maier 7 | Marcatori | De Almeida |

| Arbitro: | Chernega (RUS), Poladenko (RUS) |

|                    |           |                   |
| Johansen, Lybekk 4 | Marcatori | Amariei, Stanca 5 |

| Squadra       | Giocate | Vinte | Pareggiate | Perse | Gol fatti | Gol subiti | Differenza reti | Punti |
| ------------- | ------- | ----- | ---------- | ----- | --------- | ---------- | --------------- | ----- |
| 1. Norvegia   | 5       | 5     | 0          | 0     | 154       | 106        | +48             | 10    |
| 2. Romania    | 5       | 4     | 0          | 1     | 150       | 114        | +38             | 8     |
| 3. Cina       | 5       | 2     | 0          | 3     | 122       | 135        | -13             | 4     |
| 4. Francia    | 5       | 2     | 0          | 3     | 121       | 128        | -7              | 4     |
| 5. Kazakistan | 5       | 1     | 1          | 3     | 109       | 137        | -28             | 3     |
| 6. Angola     | 5       | 0     | 1          | 4     | 109       | 147        | -38             | 1     |

#### Seconda fase
Quarti di finale
| Arbitro: | Liudowyk, Vakula (UKR) |

|          |           |             |
| Maier 11 | Marcatori | Kovacsicz 7 |

Finale 7º-8º posto
| Arbitro: | Elmoamli (EGY), Shaban Ali (EGY) |

|           |           |                   |
| Gullden 9 | Marcatori | Meirosu, Stanca 6 |

## Pugilato
| Gara                | Atleta           | Sedicesimi                                | Ottavi                          | Quarti                    | Semifinali | Finale |
| ------------------- | ---------------- | ----------------------------------------- | ------------------------------- | ------------------------- | ---------- | ------ |
| Pesi leggeri        | Georgian Popescu | Sadam Ali (Stati Uniti) 20-5              | Francisco Vargas (Messico) 14-4 | Yordenis Ugás (Cuba) 7-11 |            |        |
| Pesi welter leggeri | Ionuț Gheorghe   | Jonathan Gonzalez Ortiz (Porto Rico) 21-4 | Morteza Sepahvandi (Iran) 4-8   |                           |            |        |

## Scherma
| Gara                 | Atleta           | Turno 1 | Sedicesimi                         | Ottavi                        | Quarti                                  | Semifinali                    | Finale                        |
| -------------------- | ---------------- | ------- | ---------------------------------- | ----------------------------- | --------------------------------------- | ----------------------------- | ----------------------------- |
| Fioretto individuale | Virgil Saliscan  |         | Richard Kruse (Gran Bretagna) 6-15 |                               |                                         |                               |                               |
| Sciabola individuale | Mihai Covaliu    | bye     | Valeryj Pryemka (Bielorussia) 15-7 | Hanming Zhou (Cina) 15-12     | Aljaksandr Bujkevič (Bielorussia) 15-13 | Nicolas Lopez (Francia) 13-15 | Julien Pillet (Francia) 15-11 |
| Sciabola individuale | Rareș Dumitrescu | bye     | Mamadou Keita (Senegal) 15-9       | Julien Pillet (Francia) 13-15 |                                         |                               |                               |

| Gara                 | Atleta           | Turno 1 | Sedicesimi                     | Ottavi                         | Quarti                        | Semifinali                            | Finale                            |
| -------------------- | ---------------- | ------- | ------------------------------ | ------------------------------ | ----------------------------- | ------------------------------------- | --------------------------------- |
| Fioretto individuale | Cristina Stahl   | bye     | Cristina Stahl (Germania) 6-15 |                                |                               |                                       |                                   |
| Spada individuale    | Ana Maria Brânză |         | bye                            | Megumi Harada (Giappone) 15-11 | Shutova Liubov (Russia) 15-13 | Ildikó Mincza-Nébald (Ungheria) 15-14 | Britta Heidemann (Germania) 11-15 |

## Sollevamento pesi
| Gara            | Atleta         | Strappo | Strappo | Slancio | Slancio | Totale       | Posizione    |
| Gara            | Atleta         | Ris.    | Pos.    | Ris.    | Pos.    | Totale       | Posizione    |
| --------------- | -------------- | ------- | ------- | ------- | ------- | ------------ | ------------ |
| 62 kg maschile  | Antoniu Buci   | 130     | 4       | 165     | 3       | 29           | 4            |
| 69 kg maschile  | Răzvan Martin  | 130     | 23      | 158     | 18      | 288          | 19           |
| 69 kg maschile  | Alexandru Roșu | 136     | 13      | 0       | -       | non concluso | non concluso |
| 77 kg maschile  | Răzvan Rusu    | 140     | 22      | 170     | 18      | 310          | 18           |
| 58 kg femminile | Roxana Cocoș   | 89      | 10      | 115     | 8       | 204          | 8            |

## Tennis
| Gara                | Atleta         | Trentaduesimi                       | Sedicesimi                      | Ottavi | Quarti | Semifinali | Finale |
| ------------------- | -------------- | ----------------------------------- | ------------------------------- | ------ | ------ | ---------- | ------ |
| Singolare maschile  | Victor Hănescu | Simone Bolelli (Italia) 7-5 3-6 6-4 | Gaël Monfils (Francia) 4-6 65-7 |        |        |            |        |
| Singolare femminile | Sorana Cîrstea | Shahar Peer (Israele) 3-6 7-5 0-6   |                                 |        |        |            |        |

## Tennis tavolo
| Gara              | Atleta           | Preliminari | Turno 1                                                      | Turno 2                                                              | Turno 3                                                                       | Turno 4 | Quarti | Semifinali | Finale |
| ----------------- | ---------------- | ----------- | ------------------------------------------------------------ | -------------------------------------------------------------------- | ----------------------------------------------------------------------------- | ------- | ------ | ---------- | ------ |
| Singolo maschile  | Adrian Crisan    | bye         | bye                                                          | Ju Lin (Rep. Dominicana) 4-1 (11-4, 11-2, 11-7, 9-11, 11-6)          | Dimitrij Ovtcharov (Germania) 3-4 (11-8, 11-7, 7-11, 9-11, 6-11, 12-10, 11-8) |         |        |            |        |
| Singolo femminile | Daniela Dodean   | bye         | bye                                                          | Jong Kim (Corea del Nord) 1-4 (5-11, 7-11, 5-11, 1-5, 8-11)          |                                                                               |         |        |            |        |
| Singolo femminile | Elizabeta Samara | bye         | Fen Yang (Rep. del Congo) 4-1 (11-4, 11-2, 6-11, 11-4, 11-6) | Viktoria Pavlovich (Bielorussia) 1-4 (11-3, 8-11, 8-11, 7-11, 10-12) |                                                                               |         |        |            |        |

### Gara a squadre femminile
La squadra era formata da Daniela Dodean, Elizabeta Samara e Iulia Necula.

#### Prima fase
| 13 agosto 2008 | Germania | 0 – 3 | Romania |  |

| 14 agosto 2008 | Hong Kong | 3 – 0 | Romania |  |

| 14 agosto 2008 | Polonia | 2 – 3 | Romania |  |

| Squadra   | P.ti | G | V | P | GV | GP |
| --------- | ---- | - | - | - | -- | -- |
| Hong Kong | 6    | 3 | 3 | 0 | 9  | 0  |
| Romania   | 5    | 3 | 2 | 1 | 6  | 5  |
| Polonia   | 4    | 3 | 1 | 2 | 5  | 7  |
| Germania  | 3    | 3 | 0 | 3 | 1  | 9  |

#### Seconda fase
Tabellone per il bronzo, quarti di finale
| 15 agosto 2008 | Stati Uniti | 3 – 1 | Romania |  |

## Tiro
| Gara                                  | Atleta          | Qualificazioni | Qualificazioni | Finale    | Finale       | Finale |
| Gara                                  | Atleta          | Punteggio      | Pos.           | Punteggio | Punt. totale | Pos.   |
| ------------------------------------- | --------------- | -------------- | -------------- | --------- | ------------ | ------ |
| Carabina 10 m aria compressa maschile | Alin Moldoveanu | 596            | 3              | 102,9     | 698,9        | 4      |
| Pistola 10 m aria compressa maschile  | Iulian Raicea   | 567            | 44             |           |              |        |
| Pistola 25 m automatica maschile      | Iulian Raicea   | 576            | 9              |           |              |        |
| Skeet maschile                        | Ioan Toman      | 108            | 35             |           |              |        |
| Skeet femminile                       | Lucia Mihalache | 66             | 10             |           |              |        |

## Tiro con l'arco
| Gara                 | Atleta           | Turno di qualificazione | Turno di qualificazione | Turno 1                         | Turno 2                            | Ottavi | Quarti | Semifinali | Finale |
| Gara                 | Atleta           | Punteggio               | Pos.                    | Turno 1                         | Turno 2                            | Ottavi | Quarti | Semifinali | Finale |
| -------------------- | ---------------- | ----------------------- | ----------------------- | ------------------------------- | ---------------------------------- | ------ | ------ | ---------- | ------ |
| Individuale maschile | Alexandru Bodnar | 614                     | 60                      | Wan Kalmizam (Malaysia) 106-105 | Juan Carlos Stevens (Cuba) 101-108 |        |        |            |        |

## Tuffi
| Gara                       | Atleta              | Preliminari | Preliminari | Semifinale | Semifinale | Finale | Finale |
| Gara                       | Atleta              | Punti       | Pos.        | Punti      | Pos.       | Punti  | Pos.   |
| -------------------------- | ------------------- | ----------- | ----------- | ---------- | ---------- | ------ | ------ |
| Piattaforma 10 m maschile  | Constantin Popovici | 174,50      | 23          |            |            |        |        |
| Piattaforma 10 m femminile | Ramona Ciobanu      | 279,10      | 24          |            |            |        |        |